# Görele
Görele este un oraș din Turcia.